# Джон Доу (телесеріал)
«Джон Доу» (англ. John Doe) — американський фантастичний драматичний телесеріал, що транслювався на телеканалі Fox у 2002—2003 рр. 

## Сюжет
У першій сцені з пілотного епізоду серіалу загадкова людина прокидається на острові біля берегів Сієтла, штат Вашингтон. Голий, абсолютно не пам'ятаючи, хто він і як туди потрапив, він знає все, крім подробиць власного минулого. Джон Доу англ. John Doe, як себе назвав незнайомець, має доступ до всіх людських знань: знає, скільки ямочок на м'ячі для гольфу, населення Марокко й інші подібні неясні (та не дуже неясні) факти. Він також володіє експертними знаннями усіх питань — від фондового ринку до комп'ютерів. Протягом серіалу Джон намагається знайти докази про своє минуле, використовуючи свої незвичайні здібності, допомагає розкривати злочини поліції Сієтла. З розвитком сюжету стає ясно, що міжнародна конспірологічна організація «Фенікс» (англ. Phoenix) спостерігає за кожним його кроком.

## Ролі

### Головні
- Домінік Перселл — Джон Доу (21 епізод)
- Джон Маршалл Джонс — Френк Хейс (20 епізодів)
- Джейн Брук — Джеймі Авері (20 епізодів)
- Спрейг Грейден — Карен Кавальські (13 епізодів)
- Вільям Форсайт — Діггер (19 епізодів)

### Другорядні
- Рекха Шарма — Стелла
- Девід Льюїс — Стю
- Мішель Харт — Ненсі Фентон
- Грейс Забріскі — Жовті Зуби
- Девід Паркер — детектив Рузвельт
- Габріель Анвар — Рейчел
- Метт Вінстон — Семюел Дональд Кларксон
- Крістін Мінтер — Шарлотта Вільямс

## Критика
Рейтинг телесеріалу на сайті IMD становить 7,4/10.